# Endless Love (serie de televisión)
Endless Love (en hangul, 끝없는 사랑; romanización revisada, Kkeuteobsneun Sarang) es una serie de televisión surcoreana emitida originalmente durante 2014 y protagonizada por Hwang Jung Eum, Ryu Soo Young y Jung Kyung-ho. Narra la historia de los amores, sueños y ambiciones de una mujer que vivió desde 1970 hasta la década de 1990, una época de gran agitación política y económica en Corea del Sur.
Fue trasmitida por Seoul Broadcasting System desde el 21 de junio hasta el 26 de octubre de 2014, con una longitud de 37 episodios emitidos sábados y domingos a las 21:55 (KST). La serie inició su trabajo de producción el 15 de abril de 2014 en la provincia de Gyeonggi, cuando se llevó a cabo la primera lectura de guion liderada por el director Lee Hyun Jik.

## Argumento
Seo In Ae está decidida a hacer todo lo necesario para vengar a su madre asesinada. Ella debe enfrentarse a muchas pruebas y tribulaciones mientras defiende la justicia y la ley en su profesión, donde se encuentra con importantes figuras del gobierno y militares. 
Los hermanos Han Gwang Hoon y Han Gwang Cheol eran sus amigos de la infancia. In Ae y Gwang Hoon se amaban, pero sus ambiciones y conflictos de intereses estropearon su relación. Por otro lado, Gwang Cheol siempre ha querido a In Ae apasionadamente.

## Reparto

### Personajes principales
- Hwang Jung Eum como Seo In Ae.[4]
- Ryu Soo-young como Han Gwang Hoon.
- Jung Kyung-ho como Han Gwang-cheol.

### Personajes secundarios
Cercanos a Seo In Ae
- Shin Eun Jung como Kyung Ja.
- Lee Yong Yi como Sra. Ahn.
- Lee Nam Hyuk como In Chul.

Cercanos a Han Kwang Chul
- Choi Sung Gook como Jo Won Gyu.
- Lee Dong Shin como Hijo del presidente.

Familia de Chun Tae Woong
- Cha In Pyo como General Chun Tae Woong.[5]
- Choi Ji Na como Jin Yang Ja.
- Seo Hyo Rim como Chun Hye Jin.

Familia de Kim Gun Pyo
- Jung Dong Hwan como Primer Ministro Kim Gun Pyo.
- Shim Hye Jin como Min Hye Rin.
- Kim Joon como Kim Tae Kyung.
- Jun So Min como Kim Se Kyung.

Servicio de Inteligencia Nacional
- Jung Woong-in como Park Young-tae.
- Do Ki Suk como Kim Jung Chul.

Personas de Busan
- Maeng Sang Hoon como Han Kap Soo.
- Lee Won Jae como Yang San Bak.
- Choi Ryung como Kim Moo Hyuk.

Banda de Chil Sung
- Bae Min Soo como Chil Sung.
- Yoon Sung Hyun como Ji Tae.
- Chae Hee Jae como Yong Bum.
- Lee Jae Hoon como Gil Dong.

Banda de Hyo Ri
- Lee Chung Mi como Hyo Ri.
- Jung In Hye como Kyung Hee.
- Ji Joo Yeon como Mi Sook.
- Kim Min Young como Hwa Ja.

### Otros personajes
- Lee Seung Hyung como Lim Yoon Taek.
- Ham Eun Jung como Tae Cho Ae.
- Kim Yul Ho como Presidente estudiantil.
- Choi Ryung como Kim Moo Hyuk.
- Kim Kyung Ryong como General.
- Lee Beom Hoon como In Soo.

Apariciones especiales
- Lim Joo Eun como Seo Kyung Hwa.
- Kim Min Kyo como Pyo Jin Soo.
- Ryohei Otani como Masatoo.
- Choi Jung Hwa como Masajista.
- Ri Min como Agente de seguridad.
- Bae Min Hee como Jang Jae Hui.
- Lee Jung Sung como Médico.
- Han Yeo Wul como Jun Ji Hye.

## Banda sonora
- Jo Sung Mo - «I Love You» (사랑합니다)
- Kim Ba Da - «I Will»
- Homme - «Love Comes With Goodbyes» (사랑은 이별을 품고 온다)
- Yoon Sae Rom - «Mia» (미아)

## Recepción

### Premios y nominaciones
| Año  | Premio                 | Categoría                                            | Nominado       | Resultado |
| ---- | ---------------------- | ---------------------------------------------------- | -------------- | --------- |
| 2014 | 7th Korea Drama Awards | Premio a la excelencia, Actriz                       | Hwang Jung Eum | Nominado  |
| 2014 | SBS Drama Awards       | Premio a la excelencia, Actor en una serie de drama  | Ryu Soo Young  | Nominado  |
| 2014 | SBS Drama Awards       | Premio a la excelencia, Actriz en una serie de drama | Hwang Jung Eum | Ganador   |
| 2014 | SBS Drama Awards       | Premio a la excelencia, Actor en una serie de drama  | Jung Kyung-ho  | Nominado  |
| 2014 | SBS Drama Awards       | Premio a la excelencia, Actriz en una serie de drama | Seo Hyo Rim    | Nominado  |
| 2014 | SBS Drama Awards       | Premio especial, Actor en una serie de drama         | Cha In Pyo     | Nominado  |
| 2014 | SBS Drama Awards       | Premio especial, Actor en una serie de drama         | Jung Woong-in  | Ganador   |
| 2014 | SBS Drama Awards       | Premio especial, Actriz en una serie de drama        | Shim Hye Jin   | Nominado  |
| 2014 | SBS Drama Awards       | Estrellas Top 10                                     | Hwang Jung Eum | Ganador   |
| 2014 | SBS Drama Awards       | Premio a la popularidad Netizen                      | Hwang Jung Eum | Nominado  |

## Emisión internacional
- Birmania: SkyNet (2014-2015).
- Canadá: All TV (2014).
- Hong Kong: Now Drama Channel (2015-2016).
- Taiwán: Videoland Drama (2016).